# Kujō Motoie
Kujō Motoie est un nom japonais traditionnel ; le nom de famille (ou le nom d'école), Kujō , précède donc le prénom (ou le nom d'artiste).
Kujō Motoie (九条基家) (1203 - 7 août 1280) est un poète et courtisan japonais de la première moitié de l'époque de Kamakura. Son père est le régent sesshō Kujō Yoshitsune et sa mère la fille de Fujiwara no Motofusa; il appartient au clan Fujiwara. Il est considéré comme l'un des  trente-six nouveaux poètes immortels.
Il est confirmé noble en 1215, promu jusanmi en 1217 et shōsanmi en 1218. Il devient chūnagon la même année et gondainagon en 1220. Promu shōnii en 1221, il reçoit le titre de gonnaidaijin en 1231 et celui de naidaijin en 1237 mais décide de se retirer et de démissionner de sa charge de courtisan l'année suivante. Il meurt en 1280 à l'âge de 78 as.
Son passion pour la poésie waka se développe après la guerre de  Jōkyū (1221). Il participe à plusieurs utaawase (concours de waka (poésie japonaise)) en 1232, 1236, 1256, 1261, 1265 et 1278. Il prend également part aux cercles poétiques organisés par la famille Kujō et l'empereur Go-Toba et plus tard à ceux organisés par l'empereur retiré Go-Saga.
De ses œuvres, il organise une collection personnelle appelée 1253 Kumoba-shū (雲葉集). Il réalise une compilation de poèmes intitulée Shinsen Wakasen (新撰歌仙) et soixante-dix-neuf de ses créations sont incluses dans diverses anthologies impériales, à commencer par le Shokugosen Wakashū.

## Source de la traduction
- (es) Cet article est partiellement ou en totalité issu de l’article de Wikipédia en espagnol intitulé « Kujō Motoie » (voir la liste des auteurs).